# Časový vývoj v kvantové teorii
Časový vývoj v kvantové teorii je sada pravidel, jak popisovat kvantové systémy měnící se v čase. V kvantové teorii, tedy kvantové mechanice a kvantové teorii pole, je možné časový vývoj systému popsat třemi rovnocennými způsoby (reprezentacemi nebo též obrazy). Jsou to Schrödingerova reprezentace, Heisenbergova reprezentace a Diracova reprezentace.

## Schrödingerova reprezentace
Schrödingerova reprezentace, vytvořená Erwinem Schrödingerem v roce 1926 v rámci vlnové kvantové mechaniky, popisuje časový vývoj kvantového systému tak, že se vyvíjí stavový vektor systému, zatímco operátory pozorovatelných veličin zůstávají konstantní.

## Heisenbergova reprezentace
Heisenbergova reprezentace, vytvořená Wernerem Heisenbergem v roce 1925 v rámci maticové kvantové mechaniky, popisuje časový vývoj kvantového systému tak, že se vyvíjí operátory pozorovatelných veličin, zatímco stavový vektor zůstává konstantní.
Heisenbergova reprezentace je vhodná pro diskusi vztahu mezi klasickou a kvantovou teorií, neboť časový vývoj operátorů pozorovatelných veličin lze do jisté míry porovnávat s časovým vývojem klasických veličin (např. operátor hybnosti {\displaystyle {\hat {P}}(t)} lze porovnávat s klasickou hybností {\displaystyle p(t)}).

## Diracova reprezentace
Diracova reprezentace (též Interakční reprezentace nebo Diracova-Tomonagova-Schwingerova reprezentace), původně vyvinutá Paulem Diracem a později použitá Šin’ičiró Tomonagou a Julianem Schwingerem při rozvoji kvantové elektrodynamiky, je reprezentace, v níž se v čase vyvíjí jak stavový vektor, tak i operátory pozorovatelných veličin.
Tato reprezentace se používá především v kvantové teorii pole.

## Porovnání reprezentací
|                                     | Schrödingerova reprezentace | Heisenbergova reprezentace | Interakční (Diracova) reprezentace |
| ----------------------------------- | --- | --- | --- |
| Hamiltonián                         | {\displaystyle {\hat {H}}^{S}} | {\displaystyle {\hat {H}}^{H}(t)} | {\displaystyle {\hat {H}}^{I}(t)={\hat {H}}_{0}^{I}+{\hat {H}}_{I}^{I}(t)}, kde {\displaystyle {\hat {H}}_{0}^{I}} je časově nezávislý hamiltonián volného pole, {\displaystyle {\hat {H}}_{I}^{I}(t)} je interakční hamiltonián. |
| Stavový vektor                      | {\displaystyle \|\psi ^{S}(t)\rangle } | {\displaystyle \|\psi ^{H}\rangle } | {\displaystyle \|\psi ^{I}(t)\rangle } |
| Pohybová rovnice pro stavový vektor | Schrödingerova rovnice: {\displaystyle i\hbar {\frac {\partial }{\partial t}}\|\psi ^{S}(t)\rangle ={\hat {H}}^{S}\|\psi ^{S}(t)\rangle } | stavový vektor se v čase nevyvíjí | {\displaystyle i\hbar {\frac {\partial }{\partial t}}\|\psi ^{I}(t)\rangle ={\hat {H}}_{I}^{I}\|\psi ^{I}(t)\rangle } |
| Operátor                            | {\displaystyle {\hat {A}}^{S}} | {\displaystyle {\hat {A}}^{H}(t)} | {\displaystyle {\hat {A}}^{I}(t)} |
| Pohybová rovnice pro operátor       | operátor se v čase nevyvíjí | Heisenbergova rovnice: {\displaystyle {\frac {d}{dt}}{\hat {A}}^{H}(t)={\frac {i}{\hbar }}[{\hat {H}}^{H},{\hat {A}}^{H}(t)]+\left({\frac {\partial {\hat {A}}^{H}(t)}{\partial t}}\right)} | {\displaystyle {\frac {d}{dt}}{\hat {A}}^{I}(t)={\frac {i}{\hbar }}[{\hat {H}}_{0}^{I},{\hat {A}}^{I}(t)]+\left({\frac {\partial {\hat {A}}^{I}(t)}{\partial t}}\right)}                                                          |